# William Christopher Zeise
William Christopher Zeise (15. oktober 1789 – 12. november 1847) var den første egentlige danske organiske kemiker. Blandt hans bedrifter kan nævnes, at han
- opdagede xanthogenforbindelser.
- fremstillede den første metalorganiske forbindelse mellem platin og ethylen (Zeises salt).
- opdagede thioler (mercaptaner).
- isolerede gulerødders farvestof, caroten.

## Liv og gerning
Zeise blev født som i Slagelse som søn af apoteker Frederik Zeise (1754-1836), der var en ungdomsven af H.C. Ørsteds fader, og Hanne Ellene, født Hammond, (1755-1831), søster til Eiler Hammond. I sit 11. år sattes Zeise i det Læreinstitut, Niels Ditlev Riegels havde oprettet i Sorø, men da denne allerede døde i 1802, gik Zeise i Slagelse Latinskole (samtidig med den jævnaldrende B.S. Ingemann), indtil han i 1805 kom i lære som discipel på Hofapoteket i København. Dettes daværende ejer, Gottfried Becker, var en dygtig kemiker, der var ansat som ekstraordinær professor i kemi ved universitetet, men Zeise følte sig ikke tilfreds der, klagede efter at have været der nogle måneder over sin sundhed og kom efter eget ønske hjem.
Nu begyndte hans interesse for naturvidenskab at udvikle sig. Han læste ikke blot Nicolai Tychsens Theoretisk og praktisk Anvisning til Apothekerkunsten, men Grens Kemi, Adam Wilhelm Hauchs Begyndelses-Grunde i Naturlæren, Ørsteds afhandlinger i Skandinavisk Litteraturselskabs Skrifter (især afhandlingen om selvantændelse, der også er et, navnlig for den tid, højst mærkeligt arbejde, gjorde stærkt indtryk på ham). Samtidig eksperimenterede han med en hjemmelavet Voltasøjle, og det er vist sikkert nok, hvad han selv siger i nogle selvbiografiske notitser, at han gik rask frem i kundskaber. For 17 år gammel kunne han omordne faderens apotek efter den nye farmakopé af 1805, der havde indført den antiflogistiske nomenklatur. Omtrent samtidig (sommeren 1806) omtaler han "en mig højst mærkværdig opvågning for noget højere, for videnskabelig åndsvirksomhed i almindelighed, men for naturvidenskab, fornemmelig kemi, det dybe og forborgne deri, i særdeleshed". Hvor stærkt et indtryk denne oplevelse har gjort på ham, kan sluttes af, at han nu ønskede at komme til København, ikke for igen at komme på et apotek, men for virksommere og friere at lægge sig efter kemien.
I efteråret 1806 kom han i huset hos Ørsted, hvem han straks assisterede ved hans forelæsninger og forberedelserne dertil. Opholdet hos denne varede flere år og var sikkert af den største betydning for hans udvikling. Ørsted fortæller selv, hvorledes han påvirkede ham gennem samtaler, opmuntrede ham, da han selv ytrede ønske om at tage artium, men indgav ham ikke selv denne tanke, hvilket mulig ville have svækket hans lyst. For Zeise hadede al tvang. "Min utilbøjelighed til at skolemesterere", siger Ørsted, "og hans til at lade sig skolemesterere stemmede godt med hinanden". Zeise blev student 1809 i det berømte "professorår" sammen med Jacob Hornemann Bredsdorff, Christian Georg Nathan David, H.N. Clausen, Christian Flor, Johan Ludvig Heiberg, Janus Lauritz Andreas Kolderup-Rosenvinge, Lemming, Conrad Matthias Lunding og Hans Peter Thrige. Den akademiske omgang med flere af disse samt med Hector Frederik Janson Estrup har sikkert bidraget i høj grad til hans udvikling. Vel lå det ikke i hans natur let at modtage indtryk fra omgivelserne; "han var hverken selv meget meddelsom eller let til at hengive sig til andres meddelelse, men hvor han mødte en tanke, som tiltalte ham, indprægedes den dybt i hans fastholdende sind".
Zeise havde i begyndelsen tænkt at studere medicin, men efter de forelæsninger, han hørte, er det tydeligt, at hans studium havde en bredere videnskabelig basis, og kemien var og blev hans yndlingsfag. Han eksperimenterede stadig i Ørsteds laboratorium, men da der den gang ingen udsigt var til en lærervirksomhed ved universitetet, tog han 1815 farmaceutisk eksamen, senere magisterkonferensen og forsvarede 21. oktober 1817 en doktorafhandling om alkaliernes virkning på organiske stoffer. Den eksperimentelle del af dette arbejde udførte han i et lille laboratorium, han 1816 havde indrettet sig på apoteket i Slagelse.
Da universitetet ikke havde nogen særskilt lærestol i kemi og intet øvelseslaboratorium i dette fag, stod Zeises hu til en studierejse til udlandet, hvor der netop i de første år i det 19. århundrede var sket en række banebrydende opdagelser, som gjorde dette tidsrum til et af de mærkeligste i kemiens historie. I 1818 lykkedes det ham også at skaffe rejsepenge, dels fra Fonden ad usus publicos, dels ved hjælp fra sine slægtninge, og 12. april begyndte han en udenlandsrejse sammen med Ingemann, der 1814-16 havde været hans kontubernal på Valkendorfs Kollegium. Dog skiltes de snart, idet Zeise blev i Göttingen, hvor han i fire måneder arbejdede i Friedrich Strohmeyers laboratorium, et af de få øvelseslaboratorier, Tyskland den gang havde. Særligt uddannede han sig i analytisk kemi, hvori han senere skulde blive en så stor mester. Henved et år opholdt han sig i Paris. En dagbog, han førte på denne rejse, viser, hvor flittig han var, og skildrer levende de indtryk, han fik af de berømte franske videnskabsmænd, han kom i berøring med eller hørte forelæsninger hos. Også Berzelius, som kom til Paris i august 1818, fik Zeise der lejlighed til at stifte personligt bekendtskab med; denne modtog den unge danske kemiker med stor velvilje, udtalte sig meget opmuntrende om hans doktordisputats og vedblev bestandig at have agtelse og venskab for ham.
Da Zeise kom hjem i efteråret 1819, var udsigterne ikke lyse til en ansættelse ved universitetet, skønt han var den eneste virkelige og videnskabeligt uddannede kemiker i Danmark. Imidlertid fik han dog i slutningen af året af Fonden ad usus publicos tilstået en større gratifikation én gang for alle, for, som det hedder i Heinrich Ernst Schimmelmanns og Johan Sigismund von Møstings indstilling, "at bevare denne udmærket duelige mand for sin videnskab". Og da universitetet samme år havde lejet en lejlighed på Nørregade (nuværende nr. 21) til fysisk samling og fysikundervisning, fik Ørsted køkkenet deri indrettet til et tarveligt lille laboratorium, som Zeise sattes til at forestå mod et årligt honorar af finanskassen, som i den tid ofte støttede det trængende universitet. I dette, det såkaldte "kongelige øvelseslaboratorium", havde han det første år 10 elever, som han holdt forelæsninger for, dels i selve laboratoriet, dels i den fysiske samling.
Her virkede Zeise til 1824, da Ørsted opterede den professorgård i Studiestræde, som siden blev den polytekniske Læreanstalts første lokale, og hvor nu en staldbygning i gården omdannedes til et kemisk laboratorium. Dette indrettede Zeise selv, og da den polytekniske Læreanstalt i 1829 oprettedes, hvorved Zeise var medvirkende, fik han det noget udvidet, idet han ikke ville forlade det arbejdslokale, han havde fået kært, skønt han som medlem af læreanstaltens bestyrelse kunne vælge mellem dette og det nye laboratorium i bygningen i St. Pederstræde, der nu blev Johan Georg Forchhammers. I juni 1822 var han blevet udnævnt til ekstraordinær professor i kemi, som nu endelig fik et eget professorat, der var besat med en virkelig kemiker. I det lille laboratorium i Nørregade opdagede han xanthogensyren. Afhandlingen herom belønnede Videnskabernes Selskab med sin sølvmedalje, og året efter optog det ham på forslag af Ørsted til medlem af selskabet.
Den række videnskabelige arbejder, Zeise i årenes løb udførte i disse tarvelige laboratorier, findes næsten alle i Videnskabernes Selskabs skrifter og oversigter. De udmærkede sig alle ved stor originalitet og ved den samvittighedsfuldeste nøjagtighed, og de havde for en stor del fået væsentlig betydning for videnskabens udvikling lige til den nyeste tid. Hans opdagelse af mercaptan og ethylsvovl fra 1833 blev straks en vægtig støtte for den radikalteori, som Jöns Jakob Berzelius og Justus von Liebig udviklede, og har senere på mange måder fremkaldt vigtige kemiske undersøgelser. Også det bekendte sovemiddel sulfonal fremstilles ved hjælp af mercaptan. Mercaptanets højst modbydelige og intensive lugt, der gør, at sulfonalfabrikkerne må lægges i afsides bjergegne, afskrækkede ikke Zeise fra i årevis at arbejde dermed i sine indskrænkede lokaler. Xanthogensyren, hvis undersøgelse han oftere genoptog, er blevet udgangspunkt for vigtige arbejder fra den nyeste tid, ja for en dansk doktordisputats fra 1904. I teknisk retning har xanthogensure salte fået betydning ved den kunstige fremstilling af indigo, og viskosen, der tjener til fremstilling af vandtætte tøjer og kunstig silke, er en xanthogenagtig forbindelse. Zeises forsøg over virkningen mellem klorplatin og vinånd førte til en række forbindelser, der var uden nogen som helst analogi på den tid, de fremkom (1830). De blev derfor modtagne med mistillid af Liebig, hvis angreb Zeise dog med nye analyser tilbageviste som ganske uberettigede. Zeises resultater blev da også uden forbehold godkendt 1861 af de udmærkede tyske kemikere Johann Peter Griess og Martius, men deres fulde betydning blev dog først klar, da professor Alfonso Cossa i Torino i 1891 opdagede en ny række platinammoniaksalte og Sophus Mads Jørgensen i 1900 påviste den mærkeligste analogi mellem disse og Zeises forbindelser. Zeise var den første, der gav den kvalitative analyse af organiske stoffer en systematisk bearbejdelse, og det var på grundlag af Zeises kollegier, at hans elev Christen Thomsen Barfoed skrev sin enestående bog om dette emne og viede den til mindet om Zeise.
Som lærer var Zeise streng i sine fordringer til elevernes nøjagtighed, samvittighedsfuldhed, orden og flid, de samme egenskaber, som i så høj grad prægede ham selv. Hans forelæsninger havde sikkert været tørre, men meget grundige. Han var en ypperlig eksperimentator, og hans forelæsningsforsøg mislykkedes aldrig. Både i hans lærebøger og i hans afhandlinger mærker man, hvor lidt udviklet sproget den gang var til at udtrykke kemiske begreber og operationer, og det kan ikke nægtes, at hans omhu for at få alle iagttagelser med gjorde hans afhandlinger tunge og langtfra morsomme. Men det må erindres, hvor lidt udviklet hans specialfag, den organiske kemi, den gang var, så at det ikke var let at skelne mellem vigtigt og uvigtigt, og at de love, som nu omfatte hele rækker og grupper af forbindelser, den gang næppe kunne anes af de få og spredte, tilfældig opdagede forbindelser, man kendte. Og det må tilføjes, at ualmindelig klare glimt, der synes at høre en langt senere tid til, ingenlunde er sjældne i hans bøger og i de enkelte eksemplarer af hans kollegier, som endnu eksisterer, ligesom at, hvor han ikke behandler kemiske emner, f.eks. i rejsedagbogen og i flere mindre artikler, hans stil er klar, hans udtryk træffende og hans sprog godt.
Zeises helbred var skrøbeligt. Han led i høj grad af hypokondri, en arv fra hans moder og især fra hans morfar. Fra 1835 begyndte en række sygdomsår, hvori hans forretninger til dels måtte udføres af andre, og han døde allerede 12. november 1847.

## Ægteskab
Han ægtede 24. februar 1842 Maren Martine Bjerring, født Brock, (1806-1857), en datter af Christian Brock ved stempelkontoret og Ulrikke Marie, født Nielsen.

## Hædersbevisning
1836 blev han Ridder af Dannebrog.